# Milltimber
Milltimber ist ein Vorort der schottischen Stadt Aberdeen. Er ist etwa acht Kilometer westlich des Stadtzentrums am nördlichen Ufer des Dee gelegen. Im Jahre 2011 wurden in Milltimber 2560 Einwohner gezählt. Östlich von Milltimber liegt die Ortschaft Cults.
Milltimber entwickelte sich im 19. Jahrhundert um einen Bahnhof der Deeside Line der Great North of Scotland Railway, die von Aberdeen bis Ballater führte. Die Linie wurde jedoch 1966 geschlossen. Die A93 verläuft durch Milltimber und schließt die Ortschaft an das Fernstraßennetz an. Die A90 verläuft nur wenige Kilometer östlich. Wenige hundert Meter westlich führt eine Straßenbrücke über den Dee.

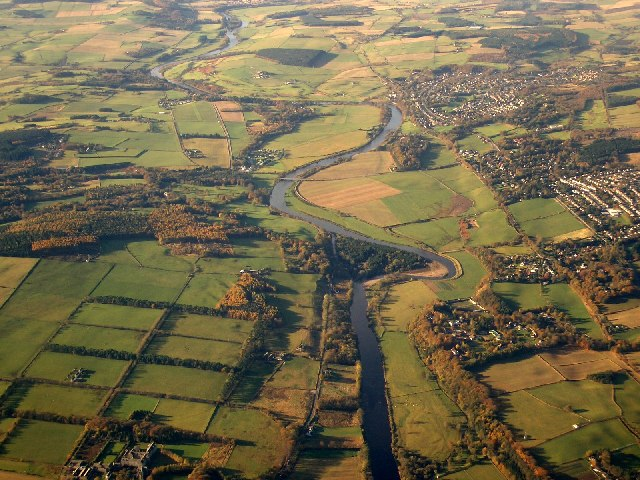
Milltimber am rechten Bildrand mittig, dahinter Peterculter
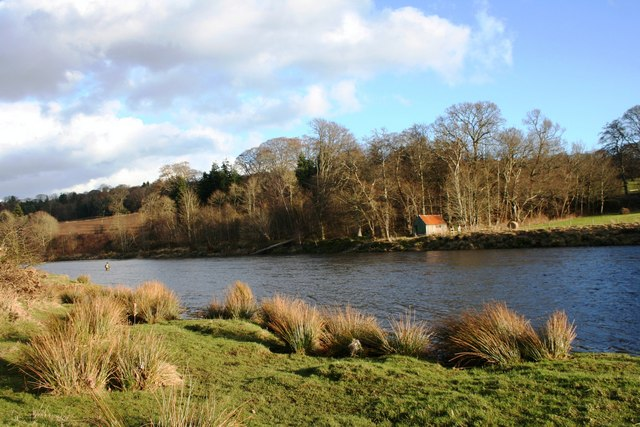
Der Dee bei Milltimber
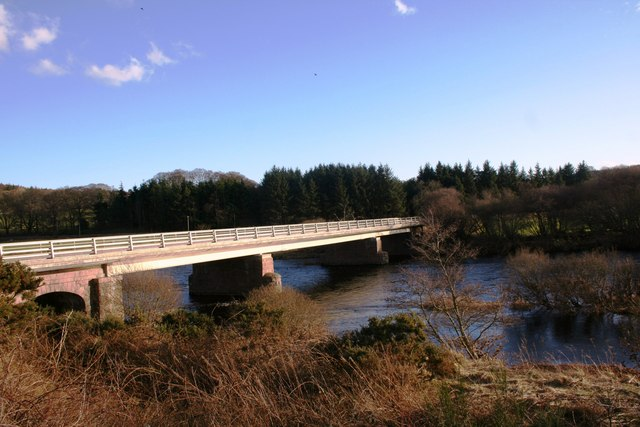
Milltimber Bridge